# Kostel svatého Mikuláše (Perná)
Kostel svatého Mikuláše je římskokatolický chrám v obci Perná v okrese Břeclav. Je chráněn jako kulturní památka České republiky.
Jde o farní kostel farnosti Perná.

## Historie a popis
Jde o středověkou stavbu nejasného stáří, která byla přestavěna v raně barokním slohu. Z nejstarší, snad pozdně románské svatyně z druhé poloviny 13. století, se dochovaly obvodové stěny lodi, která byla původně plochostropá.
Ve 14. století byl presbytář patrně rozšířen a zaklenut jedním polem gotické křížové žebrové klenby. V roce 1510 a v letech 1582- 1583 byly provedeny přestavby, které v zásadě respektovaly obvodové zdivo středověkého kostela. Druhá z nich byla rozsáhlejší, neboť 27. června 1583 kostel a hřbitov konsekroval olomoucký biskup Stanislav Pavlovský. Při raně barokní přestavbě v 90. letech 17. století, jež byla dokončena roku 1702, byla zaklenuta loď a rozšířena okna.
Roku 1696 byla nově vystavěna hudební kruchta (přeměněna v 1. polovině 19. století), roku 1769 byla nákladem obce přistavěna věž. Ve venkovní nice na jižní straně kostela je vsazena pozdně barokní socha Madony s dítětem a ve výklenku nad portálem hlavního vstupu starší, vrcholně barokní socha patrona kostela – sv. Mikuláše.

## Galerie

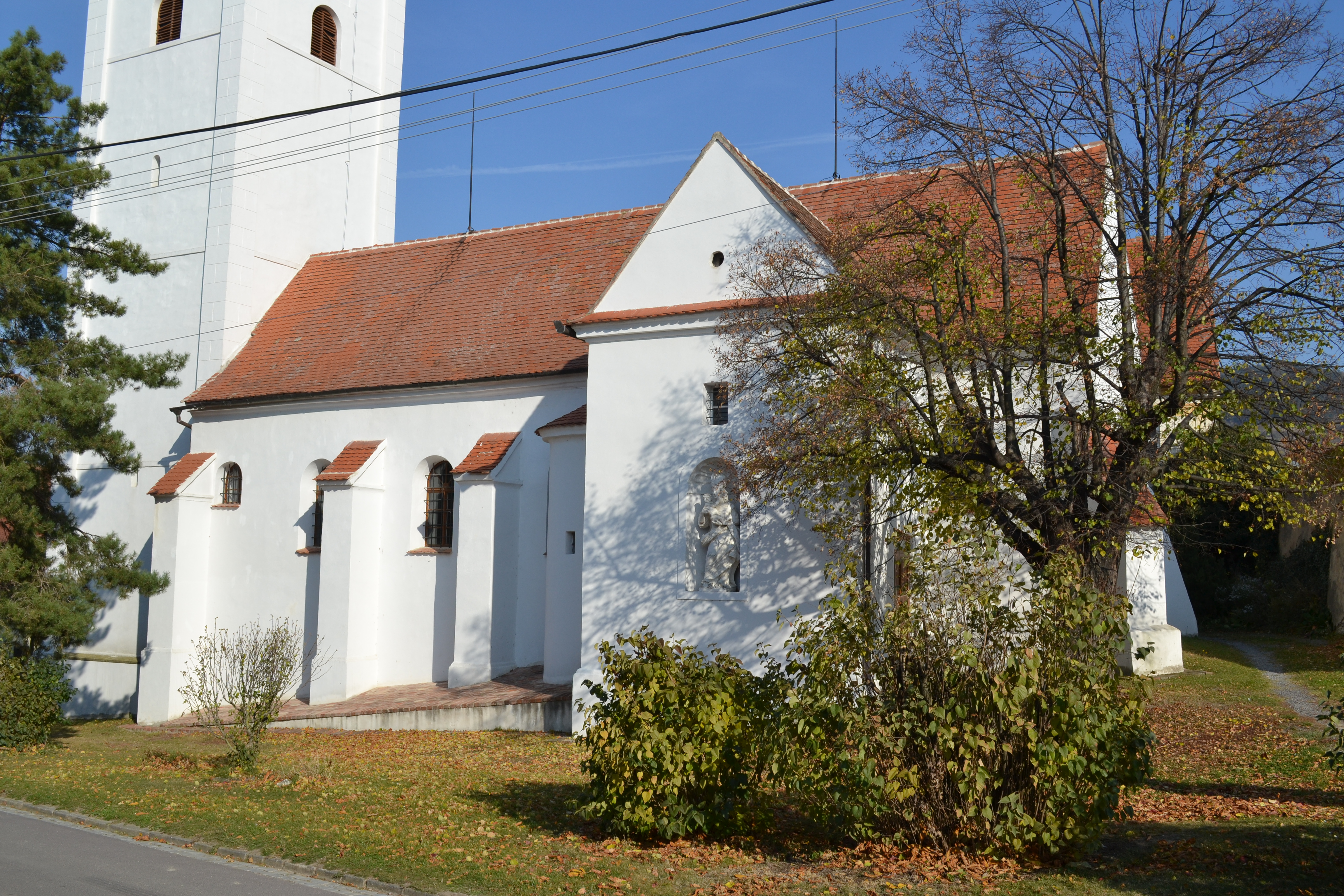
jižní strana
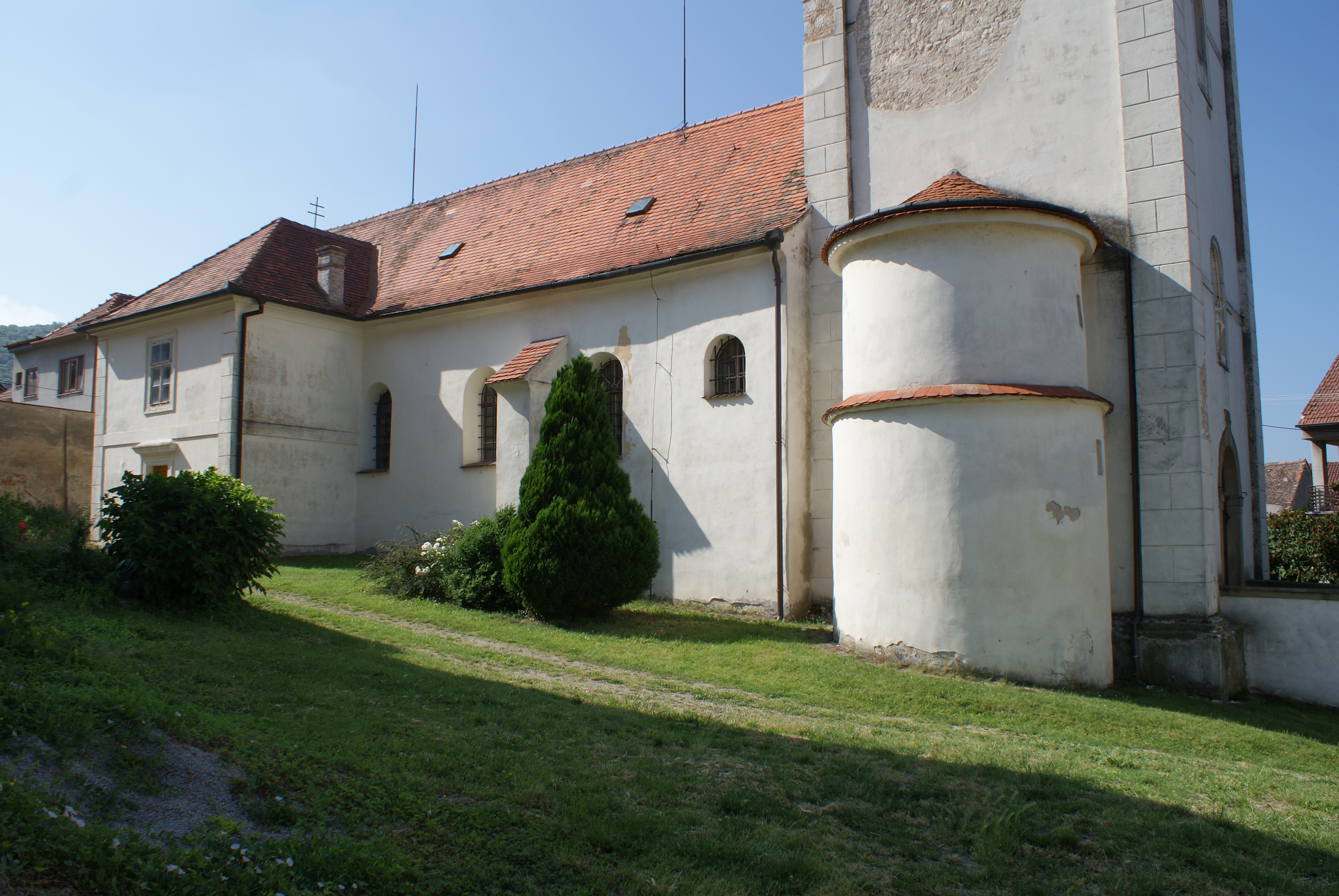
severní strana
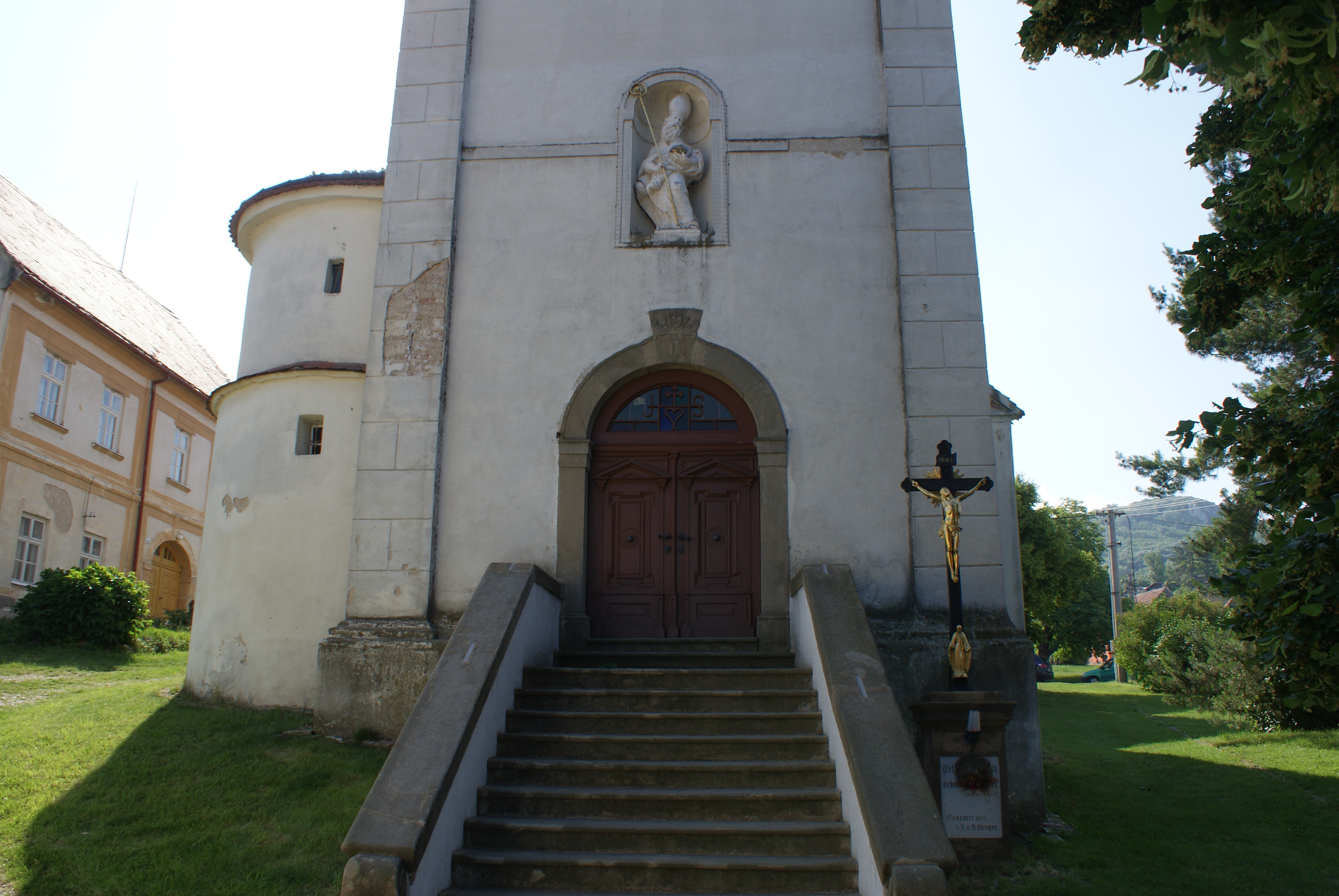
vstup v podvěží
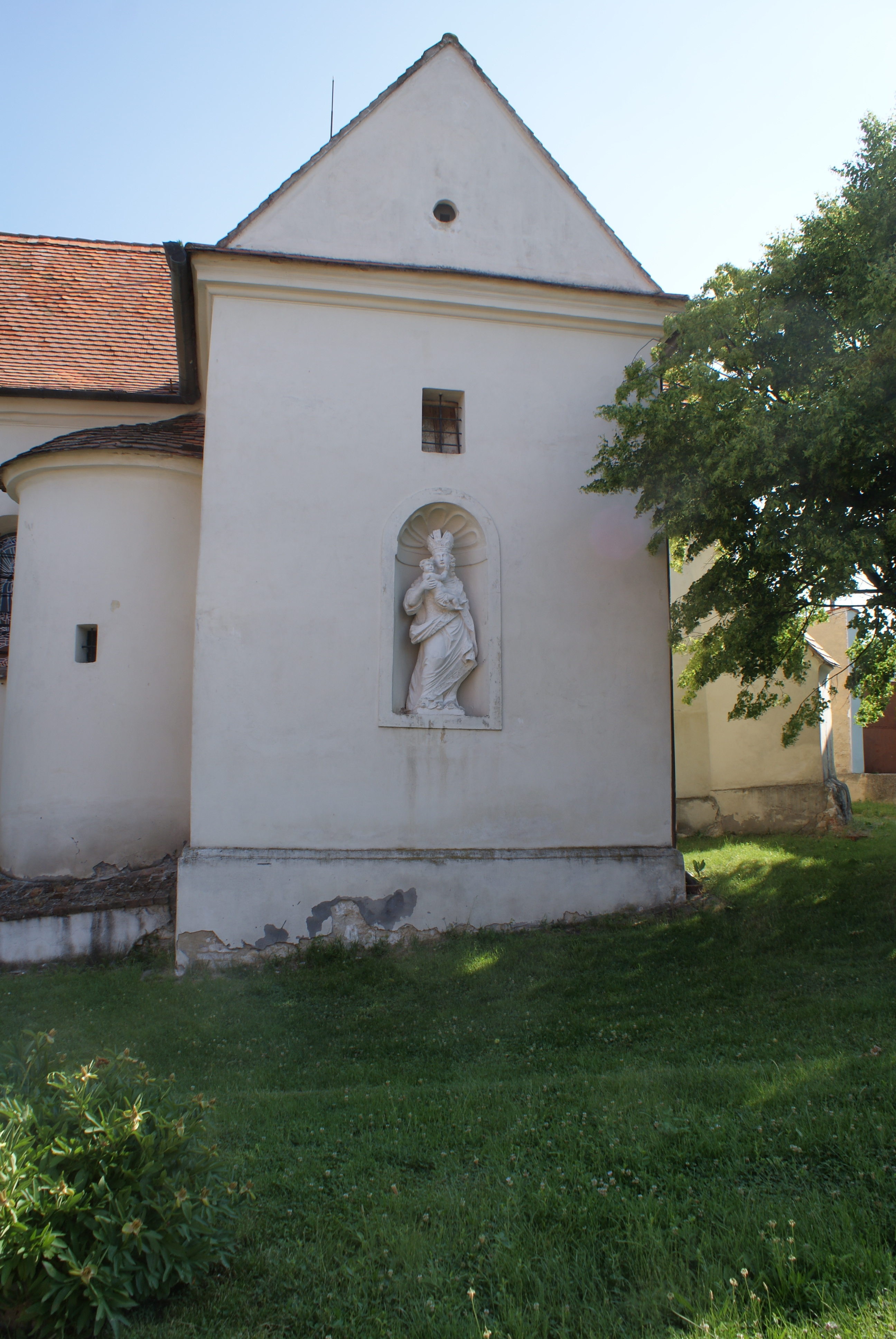
socha Madony v nice